# Junssee
Junssee är en sjö i Österrike.   Den ligger i förbundslandet Tyrolen, i den västra delen av landet, 400 km väster om huvudstaden Wien. Junssee ligger 2 680 meter över havet.
Trakten runt Junssee består i huvudsak av gräsmarker. Runt Junssee är det ganska tätbefolkat, med 67 invånare per kvadratkilometer.